# Panaxia histrio
Panaxia histrio är en fjärilsart som beskrevs av Walker 1855. Panaxia histrio ingår i släktet Panaxia och familjen björnspinnare. Inga underarter finns listade i Catalogue of Life.